# Avéron-Bergelle
Avéron-Bergelle är en kommun i departementet Gers i regionen Occitanien i sydvästra Frankrike. Kommunen ligger i kantonen Aignan som tillhör arrondissementet Mirande. År 2022 hade Avéron-Bergelle 182 invånare.

## Befolkningsutveckling
Antalet invånare i kommunen Avéron-Bergelle
Referens:INSEE